# 黄丹镇
黄丹镇，是中华人民共和国四川省乐山市沐川县下辖的一个乡镇级行政单位。2019年12月，撤销海云乡，将其所属行政区域划归黄丹镇管辖。

## 行政区划
黄丹镇下辖以下地区：
太和堂社区、赵坝村、大碑村、加禾村、钟坪村、里坪村、芋荷村、山田村、胡弯村、铁炉村和罗岩村。